# Bob Dylan's Dream
«Bob Dylan's Dream» es una canción escrita por Bob Dylan en 1962. Aparece en el álbum The Freewheelin' Bob Dylan (1963).
La canción fue escrita acerca del tiempo que Bob pasaba en el apartamento de Macdougal Street del cómico Hugh Romney (Wavy Gravy) en el verano de 1961 después de tocar en The Gaslight Cafe, donde conoció a Romney que era el director de entretenimiento. 
La melodía y la letra se basan en la tradicional balada, "Lady Franklin's Lament". 
El título de esta canción apareció en la portada del álbum de los Rolling Stones Beggar's Banquet.

## Versiones
- Peter, Paul and Mary en Album 1700 1967
- Judy Collins en Judy Sings Dylan ... Just like a Woman 1993
- Phil Carmen en Bob Dylan's Dream 1996
- Kinky Friedman en Classic Snatches from Europe 2003